# Anba Antonio
Antonio (Minya, 12 agosto 1961) è un vescovo cristiano orientale egiziano, dal 12 novembre 2017 vescovo copto ortodosso di Milano.

## Biografia
Sua Eminenza Anba Antonio è nato il 12 agosto 1961 a Minya, in Egitto.

### Formazione e ministero sacerdotale
Dopo aver conseguito la laurea in Medicina e Chirurgia presso l'Università di Asyut, partì al seguito di S.E. Anba Kirolos per prestare servizio nella neonata Diocesi di Milano della Chiesa copta ortodossa. Il 3 settembre 1998 divenne monaco nel monastero di Anba Shenuda e fu ordinato sacerdote il 20 ottobre 1998, per poi essere elevato al grado di egumeno. 

### Ministero episcopale
In seguito alla dipartita di Sua Eminenza Anba Kirolos (primo metropolita della Diocesi Copta Ortodossa di Milano e Vicario Papale in Europa) avvenuta il 14 agosto 2017, papa Tawadros II ha ordinato Padre Antonio Vescovo di Milano, e il 2 dicembre si è tenuta la cerimonia di insediamento presso la Chiesa della Santissima Vergine Maria e Sant'Antonio a Cinisello Balsamo, alla presenza di numerosi vescovi del Santo Sinodo e con la partecipazione di alcuni rappresentanti della Chiesa cattolica, ortodossa e protestante della città, oltre a rappresentanti e funzionari dello stato italiano.
Il servizio di Anba Antonio, continua con l'edificazione di nuove chiese, il proseguimento di attività di catechesi e promuovendo anche incontri tra le Chiese sorelle. Importante è stata la sua attenzione verso i giovani e le nuove generazioni: ha instaurato incontri mensili per i ragazzi della Diocesi in cui si discutono argomenti di ogni genere; sotto la guida di Sua Eminenza è nata anche la rivista mensile "Eccliseia" che ha lo scopo di insegnare la dottrina e rispondere ai diversi dubbi, coinvolgendo i giovani anche in diverse attività.